# John Moschitta
John Moschitta Jr., även känd som  "Motormouth" John Moschitta, född 6 augusti 1954 i New York, USA, är en amerikansk sångare och skådespelare. Han är mest känd för att kunna prata oerhört snabbt. Moschitta har medverkat i mer än hundra reklamfilmer som karaktären "The Micro Machines Man". Han gjorde även rösten till karaktären Blurr i The Transformers: The Movie (1986), The Transformers (1986–1987) och Transformers: Animated (2008–2009). 